# Злоњице
Злоњице (чеш. Zlonice) је насељено мјесто са административним статусом варошице (чеш. městys) у округу Кладно, у Средњочешком крају, Чешка Република.

## Становништво
Према подацима о броју становника из 2014. године насеље је имало 2.289 становника.